# Blood Feast (banda)
Blood Feast es una banda estadounidense de metal extremo que se formó en 1985 en Bayonne, Nueva Jersey, Estados Unidos, bajo el nombre de Bloodlust. La banda se separó en 1991, pero se reunió para un concierto en 1999 y volvió a estar junta en 2007. 
Hasta la fecha, Blood Feast ha lanzado tres álbumes de estudio, cuatro álbumes recopilatorios, dos EP y un casete de demostración.

## Historia

### Carrera inicial (1985-1991)
La banda fue formada en 1985 por el baterista Kevin Kuzma, el bajista Louis Starita, el vocalista Gary Markovitch y el guitarrista Adam Tranquilli bajo el nombre de Bloodlust . En febrero de 1986, la banda grabó su primer demo, The Suicidal Missions. En el mismo mes, Michael Basden se unió como segundo guitarrista. Poco después, la banda cambió su nombre a Blood Feast. En junio de 1986, la banda firmó un contrato. Las grabaciones del primer disco fueron financiadas por la propia banda. En febrero de 1987, la banda lanzó su álbum debut Kill for Pleasure, y siguió el lanzamiento con algunas presentaciones en vivo, terminando cada concierto con una versión de "Into Crypts of Rays" de Celtic Frost. En diciembre de 1987, la banda grabó un EP ( Face Fate ). En junio de 1988, la banda grabó una demostración de diez canciones. El guitarrista Adam Tranquili ya no estaba activo en ese momento. Aunque inicialmente se tituló The Last Remains, fue lanzado como álbum en 1989 bajo el nombre de Chopping Block Blues . La banda se separó en 1991.

### Reuniones (1999-2013)
En 1999, la banda se reformó para una sola aparición en March Metal Meltdown en Asbury Park, Nueva Jersey.En 2002, Kevin Kuzma fundó su propio sello, Militia Records, y lanzó la compilación Remnants: The Last Remains . En este había demos y grabaciones en vivo, así como ciertas canciones inéditas. En 2007, la banda se reincorporó. Esta formación contó con los miembros fundadores Kevin Kuzma y Adam Tranquili, junto con el guitarrista John Blicharz, el bajista Karl Odenwalder y el cantante Tony Stanziano; todos los cuales eran de la banda de death metal de Kevin Kuzma, Annunaki.
El bajista actual Tom Lorenzo (quien reemplazó a Odenwalder) y el vocalista Chris Natalini (quien reemplazó a Stanziano) se agregaron en 2010, solo unos meses antes de la presentación de la banda en el Headbangers Open Air Festival en Alemania. Blood Feast regresó para una segunda aparición en HOA en 2013. Esta encarnación de la banda permaneció intacta hasta marzo de 2014, momento en el que Kuzma y Blicharz fueron reemplazados por Joe Moore (antes de DTA y Nemesis) y CJ Scioscia (de Insaniac y Skullshifter), respectivamente.

### El estado futuro dela evolución malvada e infinita(2014-presente)
Una demostración de preproducción de la primera canción nueva de Blood Feast en casi 25 años, titulada "Off With Their Heads", estuvo disponible para su transmisión a través de YouTube en agosto de 2014. La nueva formación luego tuvo su debut en Empire en West Springfield, VA el 13 de septiembre de 2014 y ha estado activa desde entonces. Dos presentaciones en el True Thrash Fest en Osaka, Japón, ocurrieron del 21 al 22 de febrero de 2015.
El 25 de septiembre de 2015, Blood Feast anunció que habían firmado con Hells Headbangers Records, y al año siguiente habían estado grabando su primer álbum de estudio desde 1989 en LCBW Recording en Watchung, Nueva Jersey. El álbum, titulado The Future State of Wicked, fue lanzado el 14 de abril de 2017. En junio de 2022, Blood Feast reveló Infinite Evolution como el título de su próximo cuarto álbum.

## Discografía

### Álbumes de estudio
- Matar por placer (1987)
- Blues del bloque de corte (1989)
- El futuro estado de los malvados (2017)
- Evolución infinita (TBA)

### Álbumes recopilatorios
- Ataque de Thrash Metal (1986)
- Infierno de metal veloz, vol. 3 (1987)
- Restos: Los últimos restos (2002)
- Última oferta antes del tajo (2013)

### divisiones
- Matar por placer / Aniquilación (1989)

### EP
- Enfréntate al destino (1987)
- Picado, Rebanado y Dados (2018)

### Población
- Las misiones suicidas (1986)